# Heliothea
Heliothea là một chi bướm đêm thuộc họ Geometridae.